# Горнооряховски партизански отряд
Горнооряховският партизански отряд е подразделение на Осма Горнооряховска въстаническа оперативна зона на НОВА по време на партизанското движение в България (1941-1944). Действа в района на Горна Оряховица, Търново, Свищов, Дряново, Елена, Павликени и Белене.
Първите партизани в Горнооряховско излизат в нелегалност през юни 1941 г. Създават в началото на 1942 г. партизанска чета от 13 партизани. След разрастване през юли 1943 г. са формирани Горнооряховската, Килифаревската и Павликенската чета. Провеждат акции в с. Божурлук и с. Царски извор.
През есента на 1943 г. четите се обединяват в Горнооряховски партизански отряд. Командир на отряда е Кирил Косев, политкомисар Върбан Генчев. Разгромява браннически лагер при с. Вонеща вода. Провежда акции в с. Бяла черква, с. Дебелец, с. Николаево и сеновалите на гарнизона във Велико Търново. Съвместно с Партизански отряд „Христо Кърпачев“ овладява с. Червена. На 5 ноември 1943 г. попада в обкръжение при с. Хотница и с бой си пробива път без жертви, през армейски и жандармерийски подразделения. Отрядът издава вестник „Народен партизанин“ на циклостил.
През пролетта на 1944 г. се масовизира и се подразделя на Стражишка, Еленска, Килифаревска, Дряновска, Павликенска и Свищовска чета. На 5 май 1944 г. овладява с бой с. Горски Сеновец. На 8 август, дерайлира товарен влак между с. Бутово и гр. Павликени. Провежда множество акции, сред които по-важни са тези в с. Долна Оряховица, с. Мариино, с. Мерданя и с. Буковец. На 31 май-12 юни, води бой в Стражишките гори с блокиралите го армейски и жандармерийски подразделения. Пробива блокадата с цената на 28 убити партизани. На 7 юни, загиват 5 партизани в бой на Свищовската чета при с. Босилковци-с. Павел.
На 6 септември 1944 г. при овладяването на с. Константин, Еленската чета води бой, при който загиват 7 партизани. На 9 септември 1944 разделен на чети, участва в установяването на властта на ОФ в Търново, Горна Оряховица, Елена, Дряново, Павликени, Свищов и селата в околностите им.